# Mesobuthus gibbosus
Mesobuthus gibbosus ist eine Art der Skorpione und im östlichen Mittelmeergebiet beheimatet. Es handelt sich um einen der größten in Europa vorkommenden Skorpione. Zudem ist er eine der wenigen europäischen Arten, die gelb gefärbt sind.

## Merkmale
Die Körperlänge beträgt 60–85 mm. Der Körper ist relativ flach geformt. Die Grundfarbe des Körpers ist gelb bis gräulich-gelb, die Rückenplatten (Prosoma, Mesosoma) sind grau gefärbt mit einer dunkelgrauen Mittellinie und bräunlich-gelben, rechteckigen Flecken. Die Scheren (Pedipalpen), der Schwanz (Metasoma) und die Beine sind sandgelb bis orangegelb gefärbt. Vor den Augen und auf den Rückensegmenten befinden sich gekörnte Grate. Der Stachel ist kürzer als die Giftblase. Die Pedipalpen sind im Vergleich zum Metasoma relativ dünn gebaut.

## Verbreitung und Lebensraum
Das Verbreitungsgebiet reicht von Montenegro, Albanien, Bulgarien und Nordmakedonien über Griechenland bis in die Türkei, nach Armenien und Syrien. Dabei besiedelt die Art auch zahlreiche Inseln, beispielsweise Kreta, Rhodos, Lesbos, Euböa, Naxos, Samos, Paros, Kythira, Chios, Ios, Ikaria, Kos oder Zypern, wobei die Vorkommen auf Zypern nicht sicher belegt sind. Auf der Balkanhalbinsel ist die Art nördlich von Athen der einzige gelbe Skorpion. In der Türkei fehlt die Art an der Schwarzmeerküste, ist in Südanatolien aber der am häufigsten zu findende Skorpion. In Europa ist die Art vor allem im südlichen Griechenland zu finden, in den nördlicheren Teilen des europäischen Verbreitungsgebietes ist die Art seltener.
Die Art bevorzugt als Lebensraum trockenheiße Steppen, Macchie oder Garigue und findet sich am häufigsten unter 500 m. Sie besiedelt jedoch eine Vielzahl unterschiedlicher Biotope und kommt auch in den meisten Höhenlagen vor. Seltener wird die Art auch in Kiefernwäldern oder Strauchwäldern gefunden, gilt aber eher als Art offener, isolierter Lebensräume. Dazu zählen auch Strände, teilweise nur wenige Meter vom Meeresufer entfernt. Neben ariden Biotopen werden aber auch humidere Biotope besiedelt. Vor allem in der Türkei wird die Art auch regelmäßig in Häusern oder urbanen Gebieten angetroffen.

## Lebensweise
Tagsüber ruht die Art unter Steinen, nachts und manchmal auch tagsüber an Regentagen streift sie umher. Die nächtliche Aktivität der Tiere wird beeinflusst durch Lufttemperatur und Mondphasen. Männchen streifen auf der Suche nach einer Partnerin weiter umher als die Weibchen. Im Hochsommer wird eine Sommerruhe eingelegt. In dieser Zeit sind die Tiere unauffindbar, da sie sich in tiefen Erdritzen verstecken. Zur Begattung setzt das Männchen ein Samenpaket (Spermatophore) ab, fasst das Weibchen an den Scherenhänden und zieht es über das Samenpaket, worauf sie es aufnimmt. Im September kann man Weibchen finden, die ihre Jungen auf dem Rücken tragen. Die Art wird manchmal in Terrarien gehalten, wird jedoch aufgrund des nervösen bis aggressiven Charakters nicht für Anfänger empfohlen. Die Art ist untereinander relativ friedlich, Kannibalismus ist dennoch nicht auszuschließen.

## Gift
Der Stich ist sehr schmerzhaft, jedoch nur für Kinder oder ältere Menschen gefährlich. Bei einem Stich kann es zu Schwellungen und Rötungen kommen. Dennoch zählt die Art zu den giftigeren europäischen Vertretern der Skorpione und es ist im Umgang mit den Tieren stets Vorsicht geboten, zumal die Art als stechfreudig gilt. 

## Taxonomie
Die Art wurde 1832 von Gaspard Auguste Brullé unter dem Namen Buthus gibbosus erstbeschrieben. Eine morphologische Studie mit Publikation von František Kovařík aus dem Jahr 2019 legt nahe, die Art in die neu aufgestellte Gattung Aegaeobuthus einzuordnen. Der neue Artname wäre dann Aegaeobuthus gibbosus. Die Aufteilung der Art in die Unterarten Mesobuthus gibbosus gibbosus und Mesobuthus gibbosus anatolicus, die unter anderem durch die Anzahl der Kammzähne der Männchen unterschieden werden sollten, hat sich nicht etabliert. Im Deutschen finden sich selten Trivialnamen wie Rindenskorpion oder Türkischer Dickschwanzskorpion, einen verbreiteten deutschen Trivialnamen besitzt die Art aber nicht.